# Wielersport op de Paralympische Zomerspelen 2024
Op de XVIe Paralympische Zomerspelen, die in 2024 werden gehouden in Parijs, Frankrijk, was de wielersport een van de 23 sporten die werden beoefend.

## Baanwielrennen
Het baanwielrennen vond plaats op de Vélodrome de Saint-Quentin-en-Yvelines in Montigny-le-Bretonneux, onderdeel van de stedelijke agglomeratie Saint-Quentin-en-Yvelines in het departement Yvelines. Van 29 augustus tot en met 1 september waren er zeventien evenementen: negen voor de mannen, zeven voor de vrouwen en één gemengd team onderdeel.

## Medaillespiegel
Medaillespiegel van het baanwielrennen op de Paralympische Zomerspelen 2024.
| Plaats | Land             | NPC | Goud | Zilver | Brons | Totaal |
| 1      | Groot-Brittannië | GBR | 5    | 6      | 3     | 14     |
| 2      | China            | CHN | 3    | 3      | 0     | 6      |
| 3      | Frankrijk        | FRA | 3    | 2      | 2     | 7      |
| 4      | Australië        | AUS | 3    | 1      | 1     | 5      |
| 5      | Nederland        | NED | 2    | 0      | 0     | 2      |
| 6      | Slowakije        | SVK | 1    | 0      | 0     | 1      |
| 7      | Spanje           | ESP | 0    | 1      | 2     | 3      |
| 8      | Nieuw-Zeeland    | NZL | 0    | 1      | 1     | 2      |
| 9      | België           | BEL | 0    | 1      | 0     | 1      |
| 9      | Ierland          | IRL | 0    | 1      | 0     | 1      |
| 9      | Oekraïne         | UKR | 0    | 1      | 0     | 1      |
| 12     | Canada           | CAN | 0    | 0      | 3     | 3      |
| 13     | Duitsland        | GER | 0    | 0      | 2     | 2      |
| 14     | Italië           | ITA | 0    | 0      | 1     | 1      |
| 14     | Zwitserland      | SUI | 0    | 0      | 1     | 1      |
| 14     | Verenigde Staten | USA | 0    | 0      | 1     | 1      |

### Tandem (Klasse B)

#### Tijdrit, 1 km
| Mannen (details) | Mannen (details)                         | Mannen (details) | Mannen (details) |
| #                | Renners                                  | Renners          | Tijd             |
| ---------------- | ---------------------------------------- | ---------------- | ---------------- |
| Goud             | James Ball Steffan Lloyd piloot          | GBR              | 58.964           |
| Zilver           | Neil Fachie Matt Rotherham piloot        | GBR              | 59.312           |
| Brons            | Thomas Ulbricht Robert Förstemann piloot | GER              | 59.862           |

| vrouwen (details) | vrouwen (details)                      | vrouwen (details) | vrouwen (details) |
| #                 | Rensters                               | Rensters          | Tijd              |
| ----------------- | -------------------------------------- | ----------------- | ----------------- |
| Goud              | Elizabeth Jordan Dannielle Khan pilote | GBR               | 1:06.976          |
| Zilver            | Jessica Gallagher Caitlin Ward pilote  | AUS               | 1:07.533          |
| Brons             | Sophie Unwin Jenny Holl pilote         | GBR               | 1:07.879          |

#### Achtervolging
| Mannen (details) | Mannen (details)                      | Mannen (details) | Mannen (details) |
| #                | Renners                               | Renners          | Tijd             |
| ---------------- | ------------------------------------- | ---------------- | ---------------- |
| Goud             | Tristan Bangma Patrick Bos piloot     | NED              | 3:55.439         |
| Zilver           | Stephen Bate Christopher Atham piloot | GBR              | 3:57.652         |
| Brons            | Lorenzo Bernard Davide Plebani piloot | ITA              | 4:04.613         |

| Vrouwen (details) | Vrouwen (details)                         | Vrouwen (details) | Vrouwen (details) |
| #                 | Rensters                                  | Rensters          | Tijd              |
| ----------------- | ----------------------------------------- | ----------------- | ----------------- |
| Goud              | Sophie Unwin Jenny Holl pilote            | GBR               | 3:19.149          |
| Zilver            | Katie-George Dunlevy Eve McCrystal pilote | IRL               | 3:21.315          |
| Brons             | Lora Fachie Corrine Hall pilote           | GBR               | 3:20.488          |

### Tweewielers

#### Teamsprint
| Gemengd (details) | Gemengd (details)                                            | Gemengd (details) | Gemengd (details) |
| #                 | Renners                                                      | Renners           | Tijd              |
| ----------------- | ------------------------------------------------------------ | ----------------- | ----------------- |
| Goud              | Kadeena Cox Jaco van Gass Jody Cundy                         | GBR               | 47.738            |
| Zilver            | Ricardo Ten Argilés Pablo Jaramillo Gallardo Alfonso Cabello | ESP               | 49.564            |
| Brons             | Gordon Allan Alistair Donohoe Korey Boddington               | AUS               | 49.036            |

### Tijdrit, 500 m
| Vrouwen            | Vrouwen | Vrouwen        | Vrouwen | Vrouwen          | Vrouwen | Vrouwen          | Vrouwen |
| Klasse             | Tijd    | Goud           | Goud    | Zilver           | Zilver  | Brons            | Brons   |
| ------------------ | ------- | -------------- | ------- | ---------------- | ------- | ---------------- | ------- |
| C1-C2-C3 (details) | 36.676  | Amanda Reid    | AUS     | Qian Wangwei     | CHN     | Maike Hausberger | GER     |
| C4-C5 (details)    | 35.566  | Caroline Groot | NED     | Marie Patouillet | FRA     | Kate O'Brien     | CAN     |

### Tijdrit, 1 km
| Mannen           | Mannen      | Mannen           | Mannen | Mannen        | Mannen | Mannen           | Mannen |
| Klasse           | Tijd        | Goud             | Goud   | Zilver        | Zilver | Brons            | Brons  |
| ---------------- | ----------- | ---------------- | ------ | ------------- | ------ | ---------------- | ------ |
| C1-2-3 (details) | 1:08.993    | Li Zhangyu       | CHN    | Liang Weicong | CHN    | Alexandre Léauté | FRA    |
| C4-5 (details)   | 1:02.021 PR | Korey Boddington | AUS    | Blaine Hunt   | GBR    | Alfonso Cabello  | ESP    |

### Achtervolging
| Mannen       | Mannen   | Mannen           | Mannen | Mannen          | Mannen | Mannen              | Mannen |
| Klasse       | Tijd     | Goud             | Goud   | Zilver          | Zilver | Brons               | Brons  |
| ------------ | -------- | ---------------- | ------ | --------------- | ------ | ------------------- | ------ |
| C1 (details) |          | Li Zhangyu       | CHN    | Liang Weicong   | CHN    | Ricardo Ten Argiles | ESP    |
| C2 (details) | 3:26.015 | Alexandre Leaute | FRA    | Ewoud Vromant   | BEL    | Matthew Robertson   | GBR    |
| C3 (details) | 3:18.460 | Jaco van Gass    | GBR    | Finlay Graham   | GBR    | Alexandre Hayward   | CAN    |
| C4 (details) | 4:27.920 | Jozef Metelka    | SVK    | Archie Atkinson | GBR    | Gatien Le Rousseau  | FRA    |
| C5 (details) | 4:16.158 | Dorian Foulon    | FRA    | Yehor Dementyev | UKR    | Elouan Gardon       | USA    |

| Vrouwen            | Vrouwen     | Vrouwen          | Vrouwen | Vrouwen         | Vrouwen | Vrouwen         | Vrouwen |
| Klasse             | Tijd        | Goud             | Goud    | Zilver          | Zilver  | Brons           | Brons   |
| ------------------ | ----------- | ---------------- | ------- | --------------- | ------- | --------------- | ------- |
| C1-C2-C3 (details) | 3:41.692 WR | Xiaomei Wang     | CHN     | Daphne Schrager | GBR     | Flurina Rigling | SUI     |
| C4 (details)       |             | Emily Petricola  | AUS     | Anna Taylor     | NZL     | Keely Shaw      | CAN     |
| C5 (details)       | 3:35.691    | Marie Patouillet | FRA     | Heïdi Gaugain   | FRA     | Nicole Murray   | NZL     |

## Wegwielrennen
Het wegwielrennen vond plaats in Clichy-sous-Bois, een gemeente in het Franse departement Seine-Saint-Denis (regio Île-de-France). Het is een voorstad van Parijs. De plaats maakt deel uit van het arrondissement Le Raincy. Van 4 september tot en met 7 september waren er vierendertig evenementen: twinting voor de mannen, dertien voor de vrouwen en één gemengd-team-onderdeel.

### Tandem (Klasse B)

#### Wegwedstrijd
| Mannen (details) | Mannen (details) | Mannen (details) | Mannen (details) |
| #                | Renners          | Renners          | Tijd             |
| ---------------- | ---------------- | ---------------- | ---------------- |
| Goud             | piloot           |                  |                  |
| Zilver           | piloot           |                  |                  |
| Brons            | piloot           |                  |                  |

| Vrouwen (details) | Vrouwen (details) | Vrouwen (details) | Vrouwen (details) |
| #                 | Rensters          | Rensters          | Tijd              |
| ----------------- | ----------------- | ----------------- | ----------------- |
| Goud              | pilote            |                   |                   |
| Zilver            | pilote            |                   |                   |
| Brons             | pilote            |                   |                   |

#### Tijdrit
| Mannen (details) | Mannen (details)                         | Mannen (details) | Mannen (details) |
| #                | Renners                                  | Renners          | Tijd             |
| ---------------- | ---------------------------------------- | ---------------- | ---------------- |
| Goud             | Tristan Bangma Patrick Bos piloot        | NED              | 34:11.02         |
| Zilver           | Élie de Carvalho Mickaël Guichard piloot | FRA              | 34:23.73         |
| Brons            | Vincent ter Schure Timo Fransen piloot   | NED              | 34:53.92         |

| Vrouwen (details) | Vrouwen (details)                       | Vrouwen (details) | Vrouwen (details) |
| #                 | Rensters                                | Rensters          | Tijd              |
| ----------------- | --------------------------------------- | ----------------- | ----------------- |
| Goud              | Katie-George Dunlevy Linda Kelly pilote | IRL               | 38:16.58          |
| Zilver            | Sophie Unwin Jenny Holl pilote          | GBR               | 39:40.18          |
| Brons             | Lora Fachie Corrine Hall pilote         | GBR               | 40:41.30          |

### Driewielers (Klasse T1-2)

#### Wegwedstrijd
| Mannen (details) | Mannen (details) | Mannen (details) | Mannen (details) |
| #                | Renner           | Renner           | Tijd             |
| ---------------- | ---------------- | ---------------- | ---------------- |
| Goud             |                  |                  |                  |
| Zilver           |                  |                  |                  |
| Brons            |                  |                  |                  |

| Vrouwen (details) | Vrouwen (details) | Vrouwen (details) | Vrouwen (details) |
| #                 | Renster           | Renster           | Tijd              |
| ----------------- | ----------------- | ----------------- | ----------------- |
| Goud              | Lund              |                   |                   |
| Zilver            | van Till          |                   |                   |
| Brons             | van Soest         |                   |                   |

#### Tijdrit
| Mannen (details) | Mannen (details) | Mannen (details) | Mannen (details) |
| #                | Renner           | Renner           | Tijd             |
| ---------------- | ---------------- | ---------------- | ---------------- |
| Goud             | Chen Jianxin     | CHN              | 21:35.78         |
| Zilver           | Nathan Clement   | CAN              | 22:53.36         |
| Brons            | Tim Celen        | BEL              | 23:27.64         |

| Vrouwen (details) | Vrouwen (details) | Vrouwen (details) | Vrouwen (details) |
| #                 | Renster           | Renster           | Tijd              |
| ----------------- | ----------------- | ----------------- | ----------------- |
| Goud              | Marieke van Soest | NED               | 25:47.78          |
| Zilver            | Celine van Till   | SUI               | 27:58.13          |
| Brons             | Emma Lund         | DEN               | 28:52.13          |

### Tweewielers

#### Wegwedstrijd
| Mannen         | Mannen | Mannen | Mannen | Mannen | Mannen | Mannen | Mannen |
| Klasse         | Tijd   | Goud   | Goud   | Zilver | Zilver | Brons  | Brons  |
| -------------- | ------ | ------ | ------ | ------ | ------ | ------ | ------ |
| C1-3 (details) |        |        |        |        |        |        |        |
| C4-5 (details) |        |        |        |        |        |        |        |

| Vrouwen         | Vrouwen | Vrouwen | Vrouwen | Vrouwen | Vrouwen | Vrouwen | Vrouwen |
| Klasse          | Tijd    | Goud    | Goud    | Zilver  | Zilver  | Brons   | Brons   |
| --------------- | ------- | ------- | ------- | ------- | ------- | ------- | ------- |
| C 1-3 (details) |         |         |         |         |         |         |         |
| C 4-5 (details) |         |         |         |         |         |         |         |

#### Tijdrit
| Mannen       | Mannen   | Mannen                 | Mannen | Mannen                 | Mannen | Mannen               | Mannen |
| Klasse       | Tijd     | Goud                   | Goud   | Zilver                 | Zilver | Brons                | Brons  |
| ------------ | -------- | ---------------------- | ------ | ---------------------- | ------ | -------------------- | ------ |
| C1 (details) | 20:39.53 | Ricardo Ten Argilés    | ESP    | Michael Teuber         | GER    | Zbigniew Maciejewski | POL    |
| C2 (details) | 19:24.45 | Alexandre Léauté       | FRA    | Ewoud Vromant          | BEL    | Darren Hicks         | AUS    |
| C3 (details) | 38:28.80 | Thomas Peyroton-Dartet | FRA    | Eduardo Santas Asensio | ESP    | Matthias Schindler   | GER    |
| C4 (details) | 36:46.49 | Kévin Le Cunff         | FRA    | Gatien Le Rousseau     | FRA    | Damián Ramos Sánchez | ESP    |
| C5 (details) | 35:51.79 | Daniel Abraham Gebru   | NED    | Alistair Donohoe       | AUS    | Dorian Foulon        | FRA    |

| Vrouwen         | Vrouwen  | Vrouwen          | Vrouwen | Vrouwen       | Vrouwen | Vrouwen                | Vrouwen |
| Klasse          | Tijd     | Goud             | Goud    | Zilver        | Zilver  | Brons                  | Brons   |
| --------------- | -------- | ---------------- | ------- | ------------- | ------- | ---------------------- | ------- |
| C 1-3 (details) | 21:30.45 | Maike Hausberger | GER     | Frances Brown | GBR     | Anna Beck              | SWE     |
| C 4 (details)   | 21:39.24 | Samantha Bosco   | USA     | Meg Lemon     | AUS     | Franziska Matile-Dörig | SUI     |
| C 5 (details)   | 20:22.15 | Sarah Storey     | GBR     | Heïdi Gaugain | FRA     | Alana Forster          | AUS     |

### Handbikers

#### Ploegenestafette
| Gemengd (details) | Gemengd (details) | Gemengd (details) | Gemengd (details) |
| #                 | Renners           | Renners           | Tijd              |
| ----------------- | ----------------- | ----------------- | ----------------- |
| Goud              |                   |                   |                   |
| Zilver            |                   |                   |                   |
| Brons             |                   |                   |                   |

#### Wegwedstriid
| Mannen          | Mannen  | Mannen           | Mannen | Mannen               | Mannen | Mannen       | Mannen |
| Klasse          | Tijd    | Goud             | Goud   | Zilver               | Zilver | Brons        | Brons  |
| --------------- | ------- | ---------------- | ------ | -------------------- | ------ | ------------ | ------ |
| H 1-2 (details) | 1:20:18 | Florian Jouanny  | FRA    | Sergio Garrote Muñoz | ESP    | Luca Mazzone | ITA    |
| H 3 (details)   | 1:34:36 | Mathieu Bosredon | FRA    | Johan Quaile         | FRA    | Mirko Testa  | ITA    |
| H 4 (details)   | 1:29:15 | Jetze Plat       | NED    | Thomas Frühwirth     | AUT    | Rafal Wilk   | POL    |
| H 5 (details)   | 1:33:12 | Mitch Valize     | NED    | Loïc Vergnaud        | FRA    | Pavlo Bal    | UKR    |

| Vrouwen         | Vrouwen | Vrouwen        | Vrouwen | Vrouwen         | Vrouwen | Vrouwen            | Vrouwen |
| Klasse          | Tijd    | Goud           | Goud    | Zilver          | Zilver  | Brons              | Brons   |
| --------------- | ------- | -------------- | ------- | --------------- | ------- | ------------------ | ------- |
| H 1-4 (details) | 52:04   | Lauren Parker  | AUS     | Jennette Jansen | NED     | Annika Zeyen-Giles | GER     |
| H 5 (details)   | 1:52:14 | Oksana Masters | USA     | Sun Bianbian    | CHN     | Ana Maria Vitelaru | ITA     |

#### Tijdrit
| Mannen        | Mannen   | Mannen               | Mannen | Mannen           | Mannen | Mannen                  | Mannen |
| Klasse        | Tijd     | Goud                 | Goud   | Zilver           | Zilver | Brons                   | Brons  |
| ------------- | -------- | -------------------- | ------ | ---------------- | ------ | ----------------------- | ------ |
| H 1 (details) | 34:50.45 | Fabrizio Cornegliani | ITA    | Maxime Hordies   | BEL    | Nicolas Pieter du Preez | RSA    |
| H 2 (details) | 24:33.71 | Sergio Garrote Muñoz | ESP    | Luca Mazzone     | ITA    | Florian Jouanny         | FRA    |
| H 3 (details) | 43:33.22 | Mathieu Bosredon     | FRA    | Johan Quaile     | FRA    | Martino Pini            | ITA    |
| H 4 (details) | 41:28.51 | Jetze Plat           | NED    | Thomas Frühwirth | AUT    | Jonas Van De Steene     | BEL    |
| H 5 (details) | 41:01.59 | Mitch Valize         | NED    | Loïc Vergnaud    | FRA    | Luis Costa              | POR    |

| Vrouwen         | Vrouwen  | Vrouwen        | Vrouwen | Vrouwen        | Vrouwen | Vrouwen            | Vrouwen |
| Klasse          | Tijd     | Goud           | Goud    | Zilver         | Zilver  | Brons              | Brons   |
| --------------- | -------- | -------------- | ------- | -------------- | ------- | ------------------ | ------- |
| H 1-3 (details) | 24:14.59 | Katerina Brim  | USA     | Lauren Parker  | AUS     | Annika Zeyen-Giles | GER     |
| H 4-5 (details) | 23:45.20 | Oksana Masters | USA     | Chantal Haenen | NED     | Sun Bianbian       | CHN     |